# Lukas Engel
Lukas Ahlefeld Engel (født 14. december 1998) er en dansk fodboldspiller (midtbane), som spiller for Middlesbrough FC og tidligere spillet for Vejle Boldklub, og Silkeborg IF.
Engel fik sit gennembrud i Fremad Amager, der hentede dengang 17-årige til klubben fra Kastrup Boldklub per 1. juli 2017 på en fri transfer.

## Karriere

### Klubhold
Silkeborg IF
Silkeborg IF hentede i vinteren 2022 Lukas Engel i Vejle Boldklub på en lejeaftale gældende for den resterende del af sæsonen. Engel, der både kan spille back, kant og centralt, gjorde det så overbevisende i SIF i bronze-foråret, at han i juni 2022 blev tilknyttet på en femårig kontrakt i Søhøjlandet.

#### Kastrup Boldklub
Engel indledte sin karriere i Kastrup Boldklub, og efter at have været med på det såkaldte Futurelandshold var der interesse fra flere klubber. Han fik en kort prøveperiode i FC Nordsjælland, men vendte hjem til barndomsklubben Kastrup. Her spillede han et par sæsoner i de lavere ungdomsrækker, men i 2015 blev han rykket op fra U/19 til førsteseniorholdet, som på daværende tidspunkt lå i Danmarksserien. Her fik han et par gode sæsoner, hvor han i sæsonen 2016/17 scorer tredjeflest mål.

#### Fremad Amager
I 2017 skiftede han til 1. divisionsklubben Fremad Amager, som på daværende havde den tidligere landsholdspiller John Faxe Jensen som cheftræner.
I den første sæson løb han ind i nogle skader, men efterhånden opnåede han mere spilletid. 2018/19-sæsonen blev Engels gennembrud på Fremad Amager-holdet, hvor han startede inde i 34 ud af 35 kampe  og scorede ni mål i ligaen samt et enkelt i pokalturneringen. Dette resulterede i, at han opnåede klubbens topscorer-pris.
I sommeren 2019 blev Lukas Engel udnævnt til viceanfører, hvor Mads Gabel var anfører. Da Gabel blev skadet i en periode, fungerede Engel derfor i de fleste af kampene i 2019/20-sæsonen som anfører. I sommeren 2020 overtog Engel endelig posten som anfører, da Gabel skiftede til Brønshøj BK.

#### Vejle Boldklub
I vintertransfervinduet 2020/2021 skrev Engel en treårig kontrakt med Vejle Boldklub med udløb i sommeren 2024.

### Landshold

#### Futurelandsholdet
Dansk Boldspil-Union besluttede i 2014 at oprette et isoleret ungdomslandshold, som fik titlen future-landsholdet med hovedmålet at hjælpe og udvikle de mest talentfulde spillere, som teknisk og færdighedsmæssigt var landets bedste i deres årgang, men grundet deres manglende fysiske udvikling, ofte blev siet fra.
Engel blev 10. marts 2014 udtaget til at være en del af U/16-futurelandsholdet. Det blev til også en startplads, hvor han scorede mål.

#### U/21-landsholdet
Den 24. august 2020 udtog landstræner Albert Capellas Lukas Engel til U/21-landsholdet til EM-kvalifikationskampene mod Ukraine U/21 og Nordirland U/21. Engel kom dog ikke til at spille, da han fik en skade under en træning. 
Han blev udtaget igen 29. september 2020, da holdet skulle møde Malta U/21 og Finland U/21, men fik dog ikke spilletid.